# Phil Bennion
Phillip (Phil) Bennion (ur. 7 października 1954 w Tamworth) – brytyjski polityk, rolnik, działacz rolniczy i samorządowiec, poseł do Parlamentu Europejskiego VII i IX kadencji.

## Życiorys
W 1986 na uczelni w Newcastle upon Tyne uzyskał stopień doktora w zakresie nauk rolniczych. Następnie w 1994 ukończył w Birmingham studia podyplomowe z zakresu historii i gospodarki. Od 1985 prowadzi rodzinne gospodarstwo rolne o powierzchni około 100 hektarów. Zaangażował się również w działalność organizacji rolniczej – Narodowej Unii Farmerów (NFU). Pełnił także kierownicze funkcje w lokalnych stowarzyszeniach zajmujących się aktywizacją terenów wiejskich w hrabstwie Staffordshire.
Phil Bennion został również członkiem Liberalnych Demokratów. Od 1999 do 2011 był radnym w Lichfield. Czterokrotnie bez powodzenia startował do Izby Gmin (1997, 2001, 2005 i 2010). W wyborach w 2009 po raz trzeci (wcześniej w 1999 i 2004) bezskutecznie kandydował do Parlamentu Europejskiego. Mandat europosła objął 6 lutego 2012 po rezygnacji złożonej przez Liz Lynne. Przystąpił do grupy Porozumienia Liberałów i Demokratów na rzecz Europy. W PE zasiadał do 2014, mandat europosła uzyskał po pięcioletniej przerwie w 2019.